# Estación de Phalempin
La estación de Phalempin es una estación ferroviaria francesa, de la línea férrea París-Lille, situada en la comuna de Phalempin, en el departamento de Norte. Por ella transitan únicamente trenes regionales. 

## Situación ferroviaria
La estación se encuentra en el punto kilométrico 235,509 de la línea férrea París-Lille.

## Historia
A diferencia de las demás estaciones de la línea no fue abierta por la Compañía de Ferrocarriles del Norte con la inauguración del tramo correspondiente de la línea férrea París-Lille en 1846. Su puesta en marcha, en 1865, con unas instalaciones muy rudimentarias, fue obra de una compañía minera llamada Compañía de las Minas de Carvin. Aun así, no tardó en recalar en manos de la Compañía del Norte. 
Entre 1997 y 2001 la estación fue totalmente renovada. Se añadió además un aparcamiento para bicicletas y monitores informativos.

## La estación
La estación está formada por un pequeño edificio de dos plantas con anexos. Posee dos vías y dos andenes laterales. El cambio de vía se realiza gracias a un paso subterráneo. Dispone de atención comercial de lunes a viernes. 

## Servicios ferroviarios

### Regionales
Los siguientes trenes regionales transitan por la estación:
- Línea Douai - Lille.
- Línea Arras - Lille.
- Línea Lens - Libercourt / Lille.
- Línea Phalempin - Lille.